# 新乡市中心医院
新乡市中心医院前身是始建于1949年的平原省人民医院，1953年更名为河南省第三人民医院，1986年改为现名。目前是一家综合性三级甲等医院。它是新乡医学院附属医院（直属中心医院和第四临床学院）、河南省博士后研发基地，以及卫生部国际紧急救援中心网络医院。也是郑州大学医学院、新乡医学院等院校的教学医院和对外开放的新乡市红十字医院。2009年5月18日，省卫生厅批准在该院设置新乡市肿瘤医院。
地址位于新乡市金穗大道56号。

## 简介
医院现有职工2600余人，开放2116张床位。年门诊量80余万人次、收治病人6万余人次。医院拥有博士、硕士学位者300余人；其中有4人被评为国家有突出贡献专家、享受国务院特殊津贴，2名省管优秀专家，15名新乡市专业技术拔尖人才，7名硕士生导师。拥有74个临床医技科室，曾获1项国家科技奖，20项省科技奖，200余项市科技奖。
设于该院的机构包括有河南省肿瘤诊断网络新乡分中心、河南省新生儿重症救护网络新乡分中心、新乡市抗癌协会、新乡市肿瘤研究所、新乡市心血管研究所、新乡市泌尿研究所、新乡市法医门诊、新乡德信法医临床司法鉴定所。

## 重点专科
- 河南省特色专科：肿瘤学科、心血管学科
- 新乡市重点医学专科：神经学科、儿科

## 荣誉
- 全国三八红旗集体
- 全国计划生育工作先进单位
- 全国婚育新风进万家活动先进单位
- 全国巾帼文明示范岗
- 全国爱婴医院
- 全国工人先锋号
- 省级文明单位
- 河南省五一劳动奖状
- 河南省医院创新管理先进单位
- 河南省卫生信息化建设工作先进单位
- 河南省双十佳医院
- 河南省医院管理年先进单位
- 河南省医院行风建设先进单位
- 河南省卫生系统先进集体
- 河南省护理达标医院